# Кузьмин, Михаил Владимирович
Кузьмин Михаил Владимирович (род. 5 августа 1955, Свердловск, Свердловская область, РСФСР, СССР) — российский политический деятель. Депутат Государственной Думы Федерального собрания Российской Федерации VII и VIII созывов, член Государственной Думы по строительству и жилищно-коммунальному хозяйству с 5 октября 2016 года.
Депутат Ставропольской краевой думы (16 декабря 2001 — 5 октября 2016). Глава города Ставрополя (11 декабря 1991 — 16 декабря 2001).
Из-за нарушений находится под персональными санкциями 27 стран ЕС, Великобритании, США, Канады, Швейцарии, Австралии, Японии, Украины, Новой Зеландии

## Биография
Родился 5 августа 1955 в городе Свердловске.
В 1972 году поступил в Ставропольский политехнический институт, через год — в 1973 году был призван в ряды Советской Армии.
В 1975 году, после демобилизации восстановился на учёбе, в 1980 году окончил Ставропольский политехнический институт по специальности «Автомобили и автомобильное хозяйство».
В 1972—1973 году совмещал обучение в ВУЗе и работал на Ставропольском заводе автоприцепов техником отдела главного конструктора.
В 1980 году работал инженером проектов организации работ, позже работал инструктором отдела рабочей молодежи в краевом комитете комсомола, в 1982 году был назначен первым секретарем Октябрьского районного комитета комсомола города, однако в том же году решил уйти с партийной работу на производство.
С 1982 по 1986 год работал в Ставропольской автоколонне № 1564, сначала механиком и начальником автоотряда, позже был назначен главным инженером предприятия.
С 1986 по 1989 год был принят на работу в Ставропольский исполком на должность заведующего промышленно-транспортного отдела.
С января по апрель 1990 года был назначен инструктором краевого комитета КПСС.
В апреле 1990 года был назначен на работу в Ставропольский городской исполнительный комитет, работал заместителем, первым заместителем председателя.
11 декабря 1991 года Указом Президента РСФСР назначен главой администрации города Ставрополя. В 1996 году и в 1999 году повторно избирался главой администрации города Ставрополя.
В 1998 году Указом Президента Российской Федерации № 603 был включен в состав Совета по местному самоуправлению при Президенте Российской Федерации.
16 декабря 2001 года был избран депутатом Думы Ставропольского края III созыва по одномандатному избирательному округу № 12, сложил с себя полномочия главы администрации Ставрополя.
11 марта 2007 года повторно избран в Думу Ставропольского края IV созыва по одномандатному избирательному округу № 12.
4 декабря 2011 года вновь избран депутатом Думы Ставропольского края V созыва по одномандатному избирательному округу № 12.
18 сентября 2016 года баллотировался в Государственную Думу от партии «Единая Россия», по итогам выборов избран депутатом Государственной думы VII созыва по одномандатному избирательному округу № 65.
19 сентября 2021 года баллотировался в Государственную Думу от партии «Единая Россия», по итогам выборов переизбран депутатом Государственной Думы по одномандатному избирательному округу № 65.
12 октября 2021 года вошел в состав комитета Государственной Думы по строительству и жилищно-коммунальному хозяйству.
Член Всероссийской политической партии «Единая Россия».

## Санкции
23 февраля 2022 года, на фоне вторжения России на Украину, включён в санкционный список Евросоюза, так как «поддерживал и проводил действия и политику, которые подрывают территориальную целостность, суверенитет и независимость Украины, которые ещё больше дестабилизируют Украину».
24 февраля 2022 года включён в санкционный список Канады «близких соратников режима» за голосование о признании независимости «так называемых республик в Донецке и Луганске».
24 марта 2022 года, на фоне вторжения России на Украину, включён в санкционный список США за «соучастие в войне Путина» и «поддержку усилий Кремля по вторжению в Украину», Госдеп США заявил что депутаты Госдумы используют свои полномочия для преследования инакомыслящих и политических оппонентов, нарушают свободу информации, ограничивают права человека и основные свободы граждан России.
По аналогичным основаниям, с 11 марта 2022 года находится под санкциями Великобритании. С 25 февраля 2022 года находится под санкциями Швейцарии. С 26 февраля 2022 года находится под санкциями Австралии. С 12 апреля 2022 года находится под санкциями Японии. Указом президента Украины Владимира Зеленского от 7 сентября 2022 находится под санкциями Украины. С 3 мая 2022 года находится под санкциями Новой Зеландии.

###### Уголовное преследование
22 марта 2023 года украинский суд заочно приговорил Кузьмина к 15 годам лишения свободы с конфискацией имущества по статье о посягательстве на территориальную целостность и неприкосновенность Украины.

## Законотворческая деятельность
С 2016 по 2019 год, в течение исполнения полномочий депутата Государственной Думы VII созыва, выступил соавтором 7 законодательных инициатив и поправок к проектам федеральных законов.

## Награды
- Орден Почёта (2002)[24].
- Медаль «За заслуги перед Ставропольским краем»[25].
- Почётная грамота Совета Федерации Федерального Собрания[4].
- Благодарность Президента Российской Федерации[4].
- Почётная грамота Государственной Думы Федерального Собрания Российской Федерации[26].
- Почетный знак «За заслуги в развитии парламентаризма»[26].